# Frederic M. Sackett

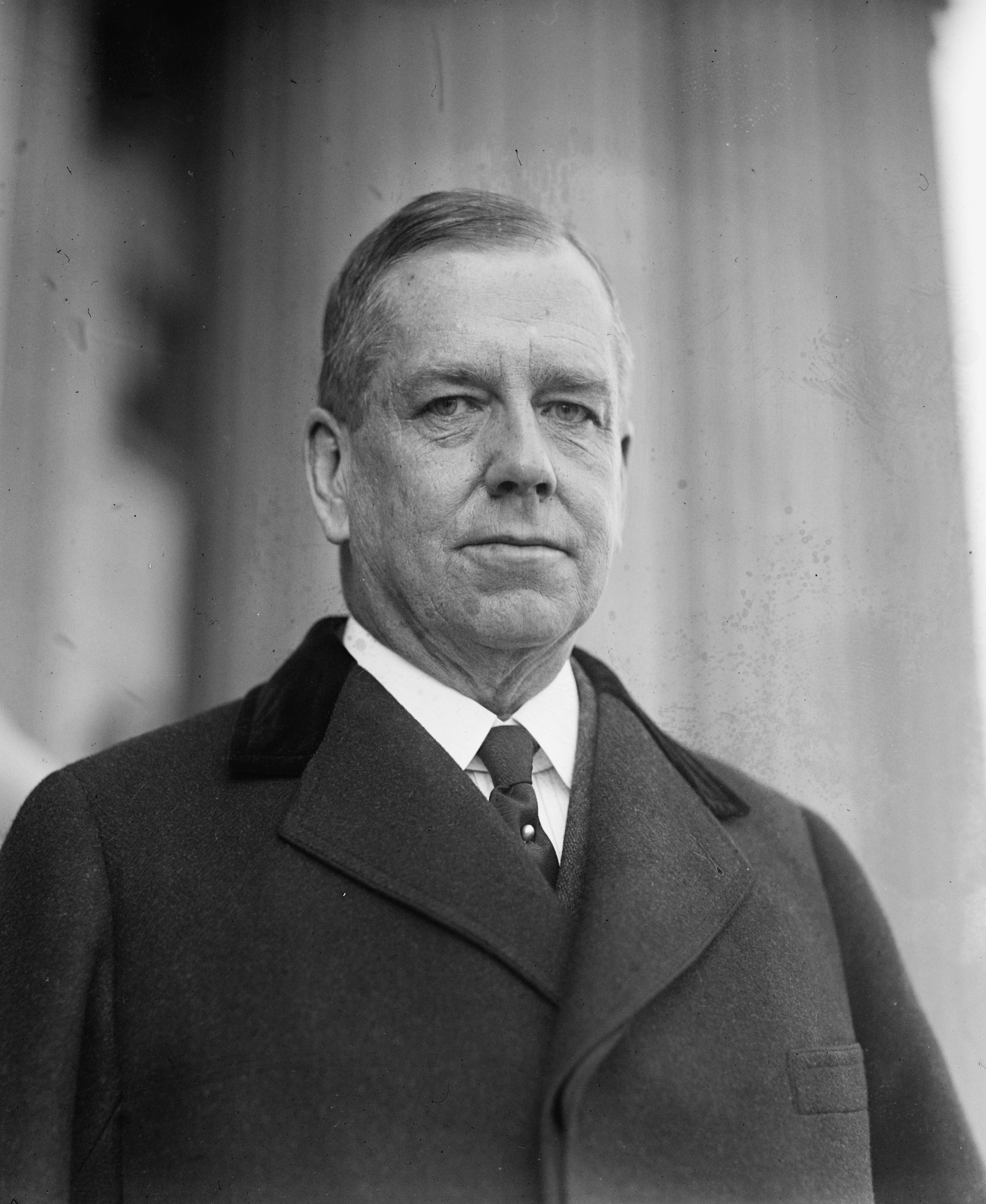
Frederic M. Sackett

Frederic Mosley Sackett, född 17 december 1868 i Providence, Rhode Island, död 18 maj 1941 i Baltimore, Maryland, var en amerikansk republikansk politiker och diplomat. Han representerade delstaten Kentucky i USA:s senat 1925–1930. Han var USA:s ambassadör i Tyskland 1930–1933.
Sackett utexaminerades 1890 från Brown University. Han avlade sedan 1893 juristexamen vid Harvard Law School. Han inledde 1893 sin karriär som advokat i Ohio. Han flyttade 1898 till Louisville och fortsatte som advokat fram till 1907. Han var sedan verkställande direktör för Louisville Gas Company och Louisville Lighting Company. Han var direktör för Federal Reserves filial i Louisville 1917–1924.
Sackett efterträdde 1925 Augustus O. Stanley som senator för Kentucky. Han avgick 1930 och efterträddes av John M. Robsion. Sackett efterträdde 1930 Jacob Gould Schurman som USA:s ambassadör i Berlin. Han avgick 1933 och efterträddes som ambassadör av William Dodd.
Sackett var unitarier. Han gravsattes på Cave Hill Cemetery i Louisville.